# Macrodontia dejeanii
Macrodontia dejeanii är en skalbaggsart som beskrevs av Hippolyte Louis Gory 1839. Macrodontia dejeanii ingår i släktet Macrodontia och familjen långhorningar.
Artens utbredningsområde är:
- Nicaragua.
- Panama.

Inga underarter finns listade i Catalogue of Life.